# 那爾豐阿
那爾豐阿（1754年—？），字伯约，号廡斋，一号东蘭，叶赫那拉氏，满洲正蓝旗人。

## 生平
乾隆己亥科（1779年）乡试第八十三名举人，嘉庆丙辰科（1796年）会试第九十六名，殿试三甲第五名，
钦点翰林院庶吉士，散馆改主事，升洗馬，任翰林院侍读、赞善等职。
著有《春秋三传合参序》。
书画收藏家徐渭仁在《春暉堂叢書》中记载：“壬戌闱中，那东蘭洗馬以予名又不登榜，出闱抱予大哭，皆囗師也。”

## 家庭
- 曾祖花拉，刑部员外郎；
- 祖伊三，雍正丙午举人，太仆寺主事；
- 父亲温敏，乾隆乙丑进士，盛京礼部侍郎；
- 嫡母索綽絡氏，乾隆丁巳进士，礼部尚书文恭公觀保之女；
- 姨（姑）母索綽絡氏，和硕荣純亲王永琪侧福晋。